# 広田尚敬

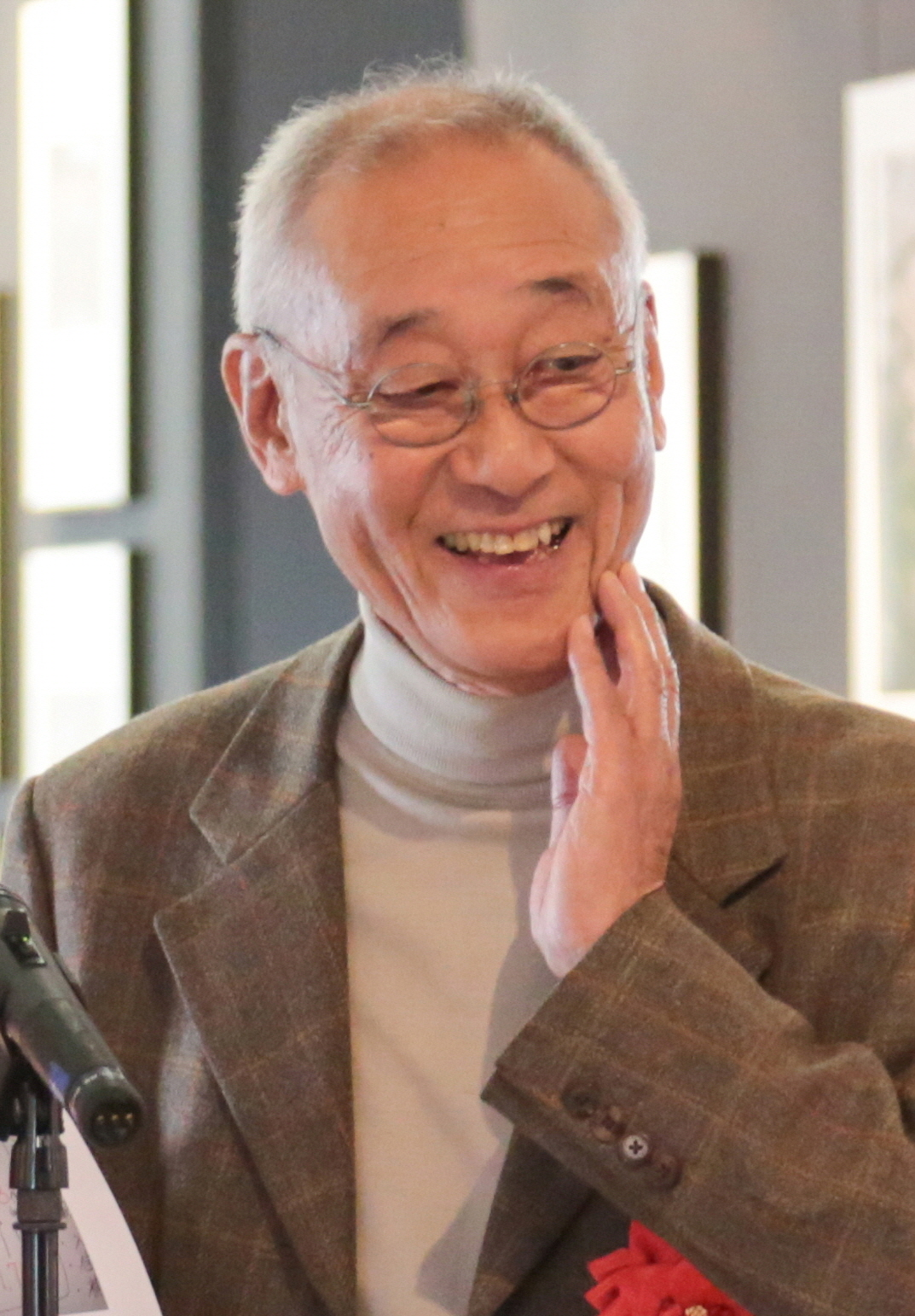
第6回 タムロン鉄道風景コンテストにて

広田 尚敬（ひろた なおたか、1935年11月19日 - ）は日本の鉄道写真家。中央大学経済学部卒業。

## 略歴
東京都に生まれる。幼少時より鉄道に興味を持ち、中央大学卒業後、会社員を経て1960年にフリーの写真家となる。日本の鉄道雑誌・書籍のほか、米国の鉄道雑誌「Trains」でも写真を発表し、鉄道撮影において高い評価を得た。特に1970年代～80年代初めは、南正時と共に日本において最も有名な鉄道写真家であった。
当初は廣田尚敬という名を使っていたが、子供たちにも解かりやすいようにと広田尚敬に変えたという。
編成写真だけでなく、革新的な撮影技法や自作の撮影機材を用い、斬新な作品を輩出した。中でも走行中の列車の側面を車両の真横から自作のスリットカメラを使い流し撮りし、車両があたかも止まって背景が流れているかのように撮る撮影手法が特に知られており、広田はこの撮影方法を動止フォトグラフと呼んでいる。
紅茶好きでもあり、かつて小田急電鉄のロマンスカーの初の展望席設置列車である3100形「NSE」が登場し、初めて乗車した際、車内で飲んだミルクティーの味が今でも忘れられないという。
雑誌では1980年代までは鉄道ファン誌をメインに活動していた（創刊号の名鉄7000系パノラマカーも広田の撮影）。最近はレイルマガジンや各社のカメラ雑誌で活動している。
ハーブ研究家である妻に同行する機会もある事から、草花の写真についても秀作を収めている。次男の広田泉(2022年3月28日 没)も父と同じ鉄道写真家として活動していた。
2009年9月から10月にかけてNHK教育テレビの趣味悠々「デジタル一眼レフで巡るローカル線の旅」の講師を務める。生徒は、ダニエル・カールなどがいる。

## 代表的な作品
- カラーブックス152 蒸気機関車（保育社、1968年）
- カラーブックス479 近鉄（保育社、1979年）
- カラー日本の鉄道　西尾源太郎との共著（山と溪谷社、山溪カラーガイド、1972年）
- ヤマケイ私鉄ハンドブック（山と溪谷社、1980年代。解説・吉川文夫）
- ヤマケイのレイルシリーズ（山と溪谷社、1980年代）
- 動止フォトグラフ（交友社、1982年）
- 電車の写真家（岩波書店、2004年）
- JR特急・超特急100点　広田尚敬／広田泉共著（講談社、2006年）
- 蒸気機関車たち（ネコ・パブリッシング、2006年）
- 津軽鉄道応援写真集 Take it Slow（小学館、2007年　全駅の360度パノラマ写真を撮影）
- 鉄道ものがたり（クレヴィス、2015年）

以下は、数少ない鉄道以外の著作である。
- カラーブックス363 禅（保育社、共著1976年）
- 広田セイ子のNewハーブブック―栽培・利用法・ハーブ図鑑（山と溪谷社、2005年 妻の広田靚子の本で写真を担当）

## 出演番組
テレビ
- 拝啓!!鉄道人（テレ朝チャンネル、2009年）
- 鉄道写真物語 1枚にかける旅（TwellV、2010年）

## 写真展
- 2024年「The49th Exhibition of The JPS -Juror's Works 2024-」(東京都写真美術館・京都市美術館別館)